# Wolfsburgs stadsteater

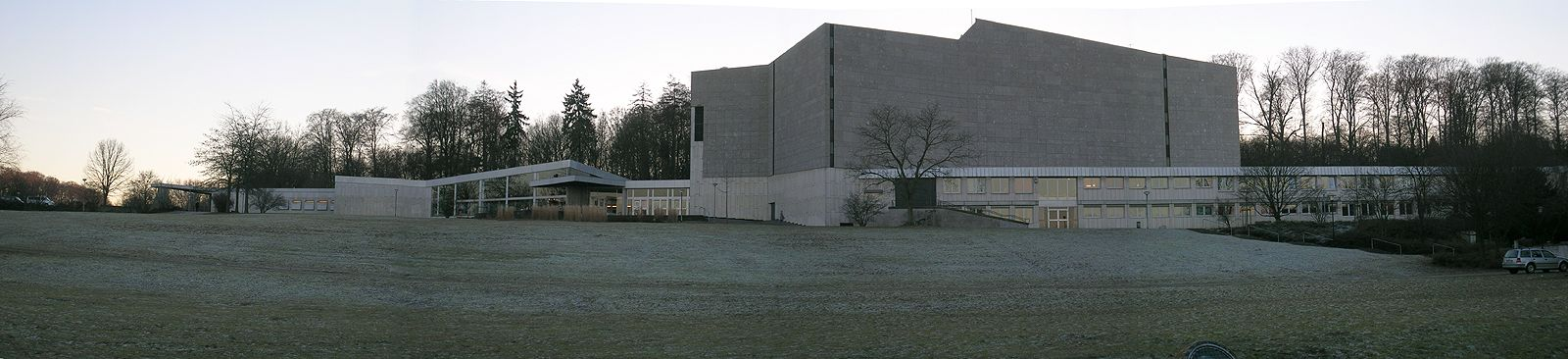

Wolfsburg stadsteater, Theater Wolfsburg, är Wolfsburgs teaterhus och öppnade 1973. Det skapades av Hans Scharoun. Teatern byggdes efter flera års planer. 1965 följde en arkitekttävling som vann av Hans Scharoun som gjort sig ett namn med Berliner Philharmonie. Bland de andra bidragens arkitekter fanns Alvar Aalto och Jørn Utzon. Bygget hade problem med ekonomin och fick revideras. Bland annat byggdes inte ett planerat teatercafé och en utomhusscen. Den första pjäsen som spelades var Nora av Henrik Ibsen. 